# Tena (Ecuador)
Tena, también conocida como San Juan de los Dos Ríos de Tena, es una ciudad ecuatoriana; cabecera cantonal del Cantón Tena y capital de la Provincia de Napo, así como la urbe más grande y poblada de la misma. Se localiza al centro-norte de la Región amazónica del Ecuador, en los flancos externos de la cordillera oriental de los Andes, atravesada por los ríos Tena y Pano, a una altitud de 510 m s. n. m. y con un clima lluvioso tropical de 22,7 °C en promedio.
Es llamada "Capital de la Orquídea, la Guayusa y la Canela" o "Capital del País de la Canela". En el censo de 2022 tenía una población de 29.724 habitantes, lo que la convierte en la quincuagésima segunda ciudad más poblada del país y cuarta de la amazonía, detrás de Nueva Loja, El Coca y Puyo. La ciudad es el núcleo del área metropolitana de Tena, la cual está constituida además por ciudades y parroquias rurales cercanas; el conglomerado alberga a más de 40.000 habitantes, y asimismo, ocupa la cuarta posición entre las conurbaciones amazónicas.
Sus orígenes datan de la época colonial, pero es a inicios del siglo XX, debido a la llegada de la Misión Josefina, cuando presenta un acelerado crecimiento demográfico hasta establecer un poblado urbano, que sería posteriormente, uno de los principales núcleos urbanos de la región. Es uno de los más importantes centros administrativos, económicos, financieros y comerciales de la amazonía. Las actividades principales de la ciudad son el comercio, la agricultura, y el turismo.

## Bandera
La Bandera del Cantón Tena es de forma rectangular, está dividida horizontalmente en dos franjas de las mismas dimensiones. La superior es de color Oro y simboliza la riqueza aurífera y la inferior es verde; representa la abundante y rica flora del Cantón.

## Escudo
Este Escudo consta de un campo con los blasones del Cantón. El campo está dividido en tres cuarteles. El central es rectangular, en la parte superior está el sol sobre una cadena de montañas de las cuales nace un río en cuya corriente nada un pez, las orillas del río representan la floresta tropical, el río con el pez simbolizan la magnificencia y grandiosidad de los ríos amazónicos, ricos en variedades piscícolas. En el cuartel derecho hay un cuerno de la abundancia llena de frutas propias de la zona. En el cuartel izquierdo se halla un remo, símbolo de navegabilidad de los ríos y de los derechos ecuatorianos sobre el Amazonas; un machete y un pico representan el trabajo. Estos símbolos van entrecruzados. Arriba de ellos hay una batea para lavar oro, exponente de la riqueza aurífera. Hacia abajo un mosquete o escopeta simboliza el valor desplegado por los colonizadores y el afán de velar por la integridad territorial de la patria. El campo del escudo está rodeado de un revestimiento de pergamino. En la parte superior del mismo está grabada la frase: “CANTÓN TENA “. En el extremo superior del Escudo y al centro hay un gorro frigio que representa el sistema republicano del País al cual se honra en pertenecer el Cantón Tena. El Escudo lleva una bandera del Cantón a cada lado.

## Historia

### Época prehispánica
Existen diversas hipótesis acerca del origen de los primeros habitantes de la zona, una de ellas afirma que provinieron de la amazonía brasileña, quienes, durante el periodo formativo, migraron hacia el oeste, aguas arriba por el río Amazonas y el Napo, estableciéndose entre los ríos Quijos, Coca y el alto Napo. Durante el periodo de desarrollo regional, aproximadamente en el 500 a. C. surge la cultura Cosanga-Píllaro, la cual se extiende también por territorios de las actuales provincias de Cotopaxi, Tungurahua y Pastaza. Al parecer esta cultura evoluciona localmente durante el periodo de integración, alrededor del 500 d. C., dando origen a la civilización de los quijos. 
Una vez consolidada su presencia en la zona, los quijos iniciaron un gran intercambio cultural y comercial con las civilizaciones cercanas de la amazonía, la región andina e incluso del litoral, pero principalmente, con los panzaleos y puruhás. Es así que su linaje se mezclaría con los nobles de otros señoríos étnicos del actual territorio ecuatoriano. Cuando, los siglos XII y XIV, se dio la conquista inca de las civilizaciones vecinas de la sierra, los quijos mantuvieron su independencia debido al desinterés de los conquistadores por la región amazónica, aunque se mantuvo una fluida relación comercial y cultural.

### Época colonial
La colonización hispana de la zona fue realizada por Gil Ramírez Dávalos, quien fundó la primera ciudad amazónica del actual territorio ecuatoriano: Baeza, el 6 de marzo de 1559. La población se convirtió en la sede de la nueva Gobernación de Quijos, desde la cual se extendió la colonización por la región. En 1563 Andrés Contero expande la colonización, al este y al sur. Bartolomé Marín, subalterno de Contero, fundó Archidona a principios de aquel año, a su vez Contero funda Ávila el 10 de marzo, a orillas del río Suno, seguida el 14 de agosto por la fundación de Alcalá del Río. Existe la idea errónea respecto a la fecha de fundación de Tena, presentada por el gobierno municipal como ocurrida el 15 de noviembre de 1560, aunque en dicha fecha, Ramírez Dávalos (supuesto fundador de Tena) ya no estaba en la Gobernación de Quijos. Si bien las autoridades, sobre todo eclesiásticas, procuraban que la colonización se realice sin abusos a la población local, muchos de los colonizadores se excedían con los quijos, los cuales elevaban reclamos a las autoridades. A consecuencia de esto, en septiembre de 1576, la Gobernación de Quijos fue visitada por el oidor Diego de Ortegón, quien impuso sanciones y multas. En aquel año, también llegaron los dominicos, para ayudar con la evangelización de la región.

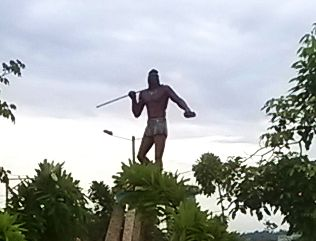
Monumento a Jumandy, líder del levantamiento de los quijos de 1578, al norte de la ciudad.

Debido a las sanciones impuestas, la explotación de varios colonizadores aumentó cuando el oidor se fue. Por tal motivo, los quijos organizaron una rebelión, en 1578. La rebelión inicia el 29 de noviembre cuando incendian y destruyen Ávila, continuando con Archidona. Desde Archidona, alcanzaron a avisar a Baeza, donde pidieron auxilio a Quito. En una asamblea, los caciques nombraron a Jumandy como líder. Es así que los quijos son vencidos en Baeza; Jumandy y los principales cabecillas de la rebelión fueron capturados, y ejecutados posteriormente en Quito. Ávila y Archidona fueron reconstruidas, y muchos de los colonizadores retomaron los abusos, por lo que los quijos, encabezados por un hijo de Jumandy, empezaron a planificar una nueva rebelión en 1590. No obstante, antes de ejecutar el levantamiento, fueron descubiertos. La represión y las enfermedades, diezmaron a los quijos, por lo que, tras el fallido intento de rebelión de 1590, muchos huyeron, principalmente al este. Es así que la civilización de los quijos desapareció como tal, a fines del siglo XVI, siendo la zona repoblada con otros grupos indígenas cercanos, como los cofanes y sionas, los cuales se mezclaron con los pocos quijos que aún quedaban. Es así que, los indígenas de la zona, pasaron a llamarse yumbos o alamas.
Para 1603 solo habitaban la región 15 509 habitantes, de los cuales casi la mitad vivía en Baeza. En 1638, los jesuitas tomaron la posta de los dominicos, estableciéndose en Archidona como base, desde la cual se extendían las misiones hasta el río Amazonas. Con la llegada de los jesuitas, se van consolidando varias localidades, mientras otras van desapareciendo. Es así como empiezan a surgir las poblaciones de Tena, Puerto Napo, San Javier (actual Puerto Misahuallí), Ahuano, Santa Rosa, entre otras. En 1656, 40 000 indígenas de Baeza, Ávila y Archidona huyen hacia el este. Para 1680 empieza una serie de desastres que afectan a la Gobernación de Quijos; empezando este año con una epidemia que acaba con gran parte de la zona. En 1691, la Gobernación es afectada por la hambruna de la Real Audiencia de Quito, y en 1693 aparece una epidemia de sarampión. La misión jesuita es enfrentada y saboteada constantemente, por autoridades y colonos, debido a su defensa de los indígenas. Finalmente, los jesuitas fueron expulsados de la Gobernación en 1768. Aquello, sumado a las continuas epidemias y revueltas, terminaron de socavar el control colonial, por lo que el territorio quedó en una situación de abandono.

### SigloXIX
La Real Cédula de 1802 puso a la Gobernación de Quijos bajo la jurisdicción civil de la Comandancia General de Maynas y eclesiástica del Obispado de Maynas. No obstante, debido a la gigantesca distancia entre Moyobamba, sede de la comandancia y el obispado, y las poblaciones de la zona, no hubo una efectiva presencia de autoridad civil, mientras el ámbito eclesiástico continuó regentado desde Quito. Es así que, tras el proceso independentista, la Ley de División Territorial de la Gran Colombia creó el Cantón Quijos, con el territorio de la antigua Gobernación. Dicho cantón fue integrado en la Provincia de Pichincha, la cual formaba parte del Departamento de Ecuador.

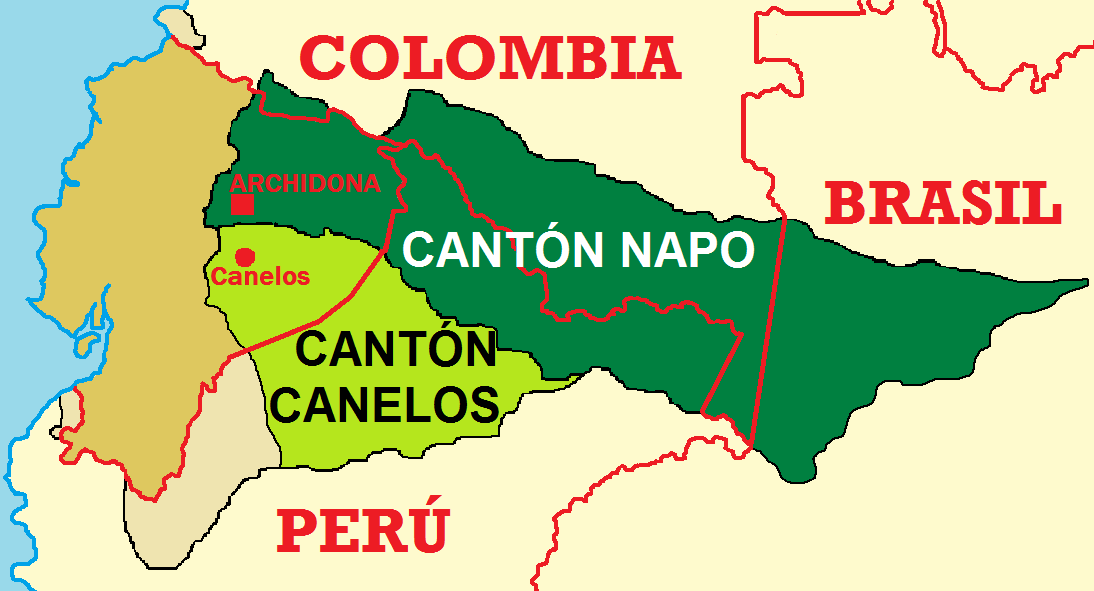
Provincia de Oriente en 1861.

La presencia estatal y eclesiástica fue muy limitada, manteniéndose esta situación, durante la Gran Colombia y la secesión de Ecuador, hasta la presidencia de Gabriel García Moreno. Por iniciativa del gobierno garciano, se expidió la Ley sobre División Territorial del 29 de mayo de 1861, en la que se creó la Provincia de Oriente, compuesta por los cantones Napo y Canelos, con capital en Archidona. El Cantón Napo abarcaba el territorio de la antigua Gobernación de Quijos. Los abusos de los colonos hacia los indígenas y sacerdotes, era frecuente, tal como en la época colonial, destacándose el conflicto del vicario apostólico del Napo, Vicente Daniel Pástor, con el gobernador Faustino Rayo, acusado por Pástor de explotación y abuso de autoridad. Por tal motivo, García Moreno fomentó el retorno de los jesuitas a la amazonía en 1869, otorgándoles facultades extraordinarias. En febrero de 1871, se creó el Vicariato apostólico de Napo. La misión jesuita trajo nuevamente la prosperidad a la zona, aumentando enormemente la población de las localidades de Archidona, Tena, Puerto Napo y Loreto. Incluso, para ayudar al desarrollo de la misión, en 1888 arribaron las Hijas del Buen Pastor. No obstante, los jesuitas sufrieron por la falta de control de la débil autoridad civil, por lo que fueron saboteados por ciertos colonos, opuestos a la educación de los indígenas. En agosto de 1892, Loreto fue asaltada por una turba liderada por Nicanor Flor, y pretendieron avanzar sobre Archidona y Tena, pero, al enterarse de que había llegado a la zona un contingente militar, huyeron por el río Napo. En aquel año, la misión jesuita realizó un censo en la zona, Tena y sus alrededores contaba con 200 familias, siendo la tercera localidad más poblada, detrás de Archidona y Loreto.
En 1895 estalla la revolución liberal, en Archidona, el 1 de abril, mineros se toman la gobernación, hostigando a los misioneros, por lo que, las Hijas del Buen Pastor decidieron cesar su actividad en la amazonía, retirándose el 27 de junio. El gobierno de Eloy Alfaro, buscó incomodar a los jesuitas, poniendo como gobernador al anticlerical Alejandro Sandoval, quien prohibió a los indígenas colaborar con la misión jesuita. Finalmente, los jesuitas fueron expulsados del país en septiembre de 1896, por el gobierno alfarista. La expulsión jesuita debilitó la presencia ecuatoriana en la amazonía, situación aprovechada por Colombia y Perú, en sus pretensiones territoriales. A fines del siglo XIX la fiebre del caucho, causó la intromisión de peruanos y colombianos al oriente ecuatoriano, aprovechando la ausencia estatal. Muchos colonos vendían indígenas como mano de obra esclava a los caucheros, aprovechando que los jesuitas, los únicos que velaban por los indígenas, habían sido expulsados. El 27 de marzo de 1897, un nuevo ordenamiento territorial estableció la Región de Oriente, dividida en los Territorios de Napo y Zamora. El Territorio de Napo, abarcaba las localidades de Archidona, Tena, Puerto Napo, Misahuallí, Ahuano, Santa Rosa, Suno, Coca, Payamino, Loreto, Concepción, Cotapino, Tiputini, Curaray y Ávila.

### SigloXX

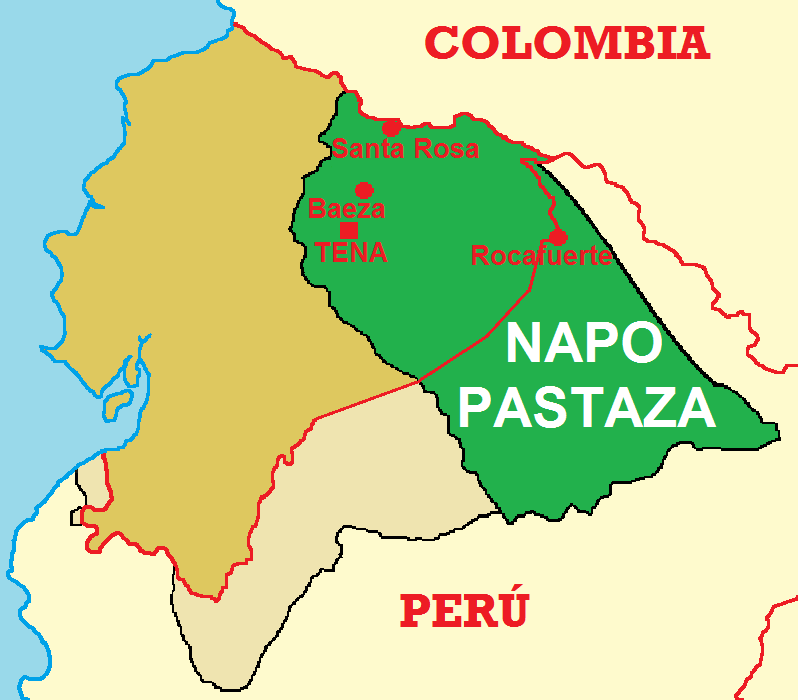
Provincia de Napo Pastaza en 1921.

A la presencia de caucheros peruanos, le siguió la presencia militar peruana, cada vez más arriba por el río Napo, por lo que el gobierno alfarista trató de reforzar la presencia estatal en la región. Es así que se regalaron a militares, grandes áreas de terreno en las localidades de la zona. También permitió el retorno de sacerdotes diocesanos, pero debido a la falta de apoyo, la presencia eclesiástica fue muy limitada, limitándose a Archidona, Puerto Napo, Tena y localidades cercanas. En noviembre de 1911, se restableció la Provincia de Oriente, conformada por los cantones de Napo, Curaray, Pastaza, Zamora y Gualaquiza. A su vez, el Cantón Napo estaba integrado por las parroquias de Archidona, Loreto Coca y Aguarico. En 1921, se divide al Oriente en las provincias de Napo Pastaza y Santiago Zamora. Napo Pastaza estaba conformada por las Jefaturas Políticas de Napo, Sucumbíos y Pastaza. La capital se estableció en Tena, la cual se consolidó desde entonces como la principal localidad de la provincia.
Para 1922, el Vicariato apostólico de Napo había sido designado a los Josefinos de Murialdo. La misión josefina, encabezada por el monseñor Emilio Cecco, arribó a Puerto Napo el 30 de agosto. Un mes después, llegan a Tena, estableciendo a la localidad como sede definitiva del vicariato. Es así que, con la llegada de los josefinos, inicia una nueva época de desarrollo para la región. En 1924, llegan las Hermanas de Santa Dorotea para reforzar el trabajo de la misión. Los josefinos construyeron escuelas, un dispensario médico y la primera planta hidroeléctrica, por lo que, para 1929, Tena ya contaba con luz eléctrica. En 1936, se completa un camino de herradura de Quito a Tena, pasando por Baeza. En enero de 1941, se instala el primer Consejo Cantonal, con Humberto Garcés como Presidente. Para noviembre de aquel año, es nombrado obispo de Napo, monseñor Maximiliano Spiller, quien gestionó varias obras para el desarrollo de la ciudad y la provincia. Sin embargo, un incendio destruyó parte de la sede de la misión josefina en 1944. En 1945, Spiller inauguró la Catedral de Tena y dos años más tarde, fundó el colegio San José, primera institución de educación secundaria de la amazonía ecuatoriana.

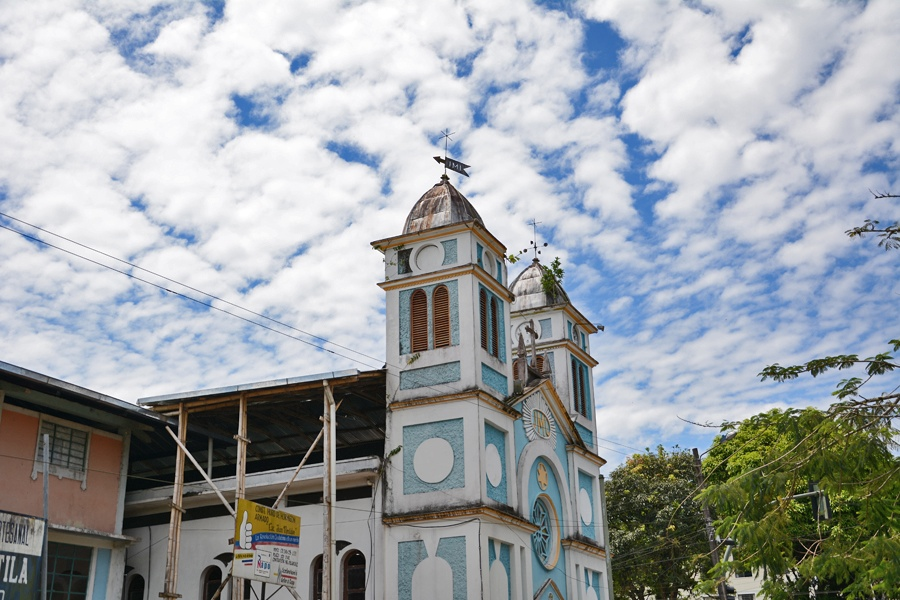
Catedral antigua de Tena, inaugurada en 1945.

En 1947, el gobierno de José María Velasco Ibarra inauguró la vía Baños-Puyo; a consecuencia de ello, la llegada de nuevos pobladores se hizo cada vez mayor, aumentando considerablemente la demografía de la zona, principalmente con colonos provenientes de las provincias de Tungurahua, Chimborazo y Cotopaxi. Esta migración interna hacia la Provincia de Napo Pastaza fue reforzada tras el terremoto de Ambato de 1949. Spiller también lideró la construcción de la pista de aterrizaje de Tena, inaugurada en 1949. El 10 de noviembre de 1959, la Ley Especial de Oriente divide a Napo Pastaza en dos provincias. La Provincia de Napo se conforma con los cantones: Napo, Quijos, Sucumbíos y Aguarico; mientras Tena es ratificada como capital. En septiembre de 1960, el cabildo municipal, bajo la presidencia de Miguel Gutiérrez, fija de manera arbitraria al 15 de noviembre de 1560, como supuesta fecha de fundación de la ciudad, afirmando que su fundación la hizo Gil Ramírez Dávalos. En 1961, monseñor Spiller inaugura la nueva Catedral. 
Para 1963, se concluye la vía Puyo-Napo, por lo que llegan a la ciudad cada vez más pobladores. En agosto de 1967, la figura de presidente municipal se transforma en la de alcalde, siendo Víctor Hugo Baquero el primer alcalde de la ciudad. Dos años más tarde, el Cantón Napo fue renombrado como Tena. Si bien a mediados de siglo, Tena se había transformado en una de las localidades más pobladas de la región amazónica, su hegemonía se vería superada tras el boom petrolero surgido al norte de la amazonía, en la década de los 70, por las ciudades petroleras de Nueva Loja y El Coca. Es así que, Tena pierde su poder político cuando se cercena el territorio napense, con la provincialización de Sucumbíos en 1989, y Orellana en 1998.

### SigloXXI
Según el censo de 2001, Tena había sido desplazada al cuarto lugar entre las urbes amazónicas más pobladas, detrás de Nueva Loja, El Coca y Puyo, alcanzando una población de 16 600 habitantes. En 2003, Lucio Gutiérrez asume la presidencia. Si bien Gutiérrez, es quiteño, fue criado en Tena, donde vive su familia, por lo que su gobierno prometió varias obras a la ciudad. De ellas, únicamente fue completada la vía Tena-Archidona, por lo que fue derrocado en 2005. Fue el gobierno de Rafael Correa, el que realizó grandes obras que transformaron la ciudad. En 2009 son asfaltadas por completo las vías Papallacta-Baeza y Baeza-Archidona; aquello, junto con la gran promoción turística realizada por el gobierno, convirtió a Tena en uno de los más importantes destinos turísticos del país. En 2013, es creada la Universidad Ikiam, la primera universidad pública de la provincia, localizada al oeste de Tena. Para 2014, es electo alcalde Kléver Ron, quien, gracias al apoyo del gobierno de Correa, realizó varias obras de regeneración urbana, entre ellas, el Malecón de Tena, el plan maestro de alcantarillado y el asfaltado de los barrios del sur. En 2017, se inauguró el parque Tena, conocido por los tenenses como "Parque Lineal".
Desde entonces, el abandono estatal a partir del 2018, ha detenido la inversión pública en la ciudad, mientras la industria turística sigue creciendo, a pesar del mal estado de la vialidad, desatendida tras el gobierno de Correa. Otra consecuencia de aquello, ha sido la cada vez mayor presencia de minería ilegal en los alrededores de la urbe, vinculada al crimen organizado; esto ha provocado un aumento de la violencia y la inseguridad en la ciudad, en el marco de la crisis de seguridad que vive Ecuador.

## Geografía

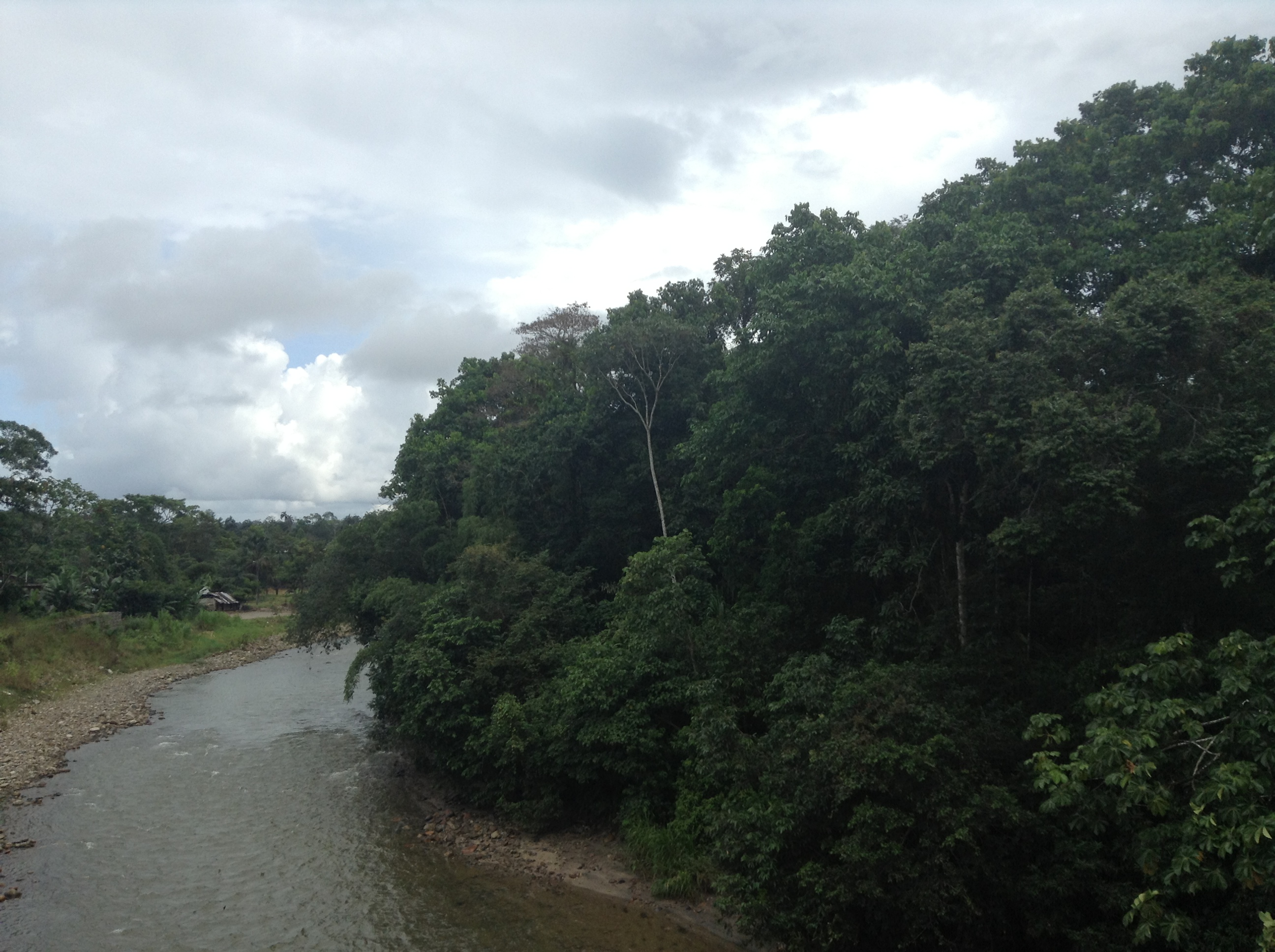
Rio Tena en su paso por la ciudad

La geografía de Tena está caracterizada por su posición central en la Región Amazónica del Ecuador. La ciudad se encuentra situada en los flancos externos de la cordillera oriental de los Andes, en el valle del río Misahuallí, al sur de la Provincia de Napo, a tres horas y media de Quito y a tres horas de Ambato. Se encuentra a 510 m sobre el nivel del mar. Tena es una ciudad pequeña que en los últimos años ha aumentado notablemente su oferta turística con especial énfasis en las actividades ecológicas y de aventura. Tiene una gran riqueza hidrológica a sus alrededores, además el río Tena atraviesa la ciudad de oeste a este, y el río Pano cruza los barrios del norte, desembocando en el río Tena a la altura del Parque Amazónico La Isla. Unos pocos decámetros más abajo, del río se une con el río Misahuallí, el cual desemboca en el Napo en la parroquia rural de Puerto Misahuallí.
Cerca y alrededor de la ciudad de Tena existen elevaciones menores como el Pasourco, Pullurco, Chiuta, Tamburo, Itaurco, etc. La Cordillera de Galeras entra al territorio del Cantón Tena, en el sector donde nace el río Pusuno, en la línea divisoria con el Cantón Loreto (Provincia de Orellana).

### Clima
De acuerdo con la clasificación climática de Köppen, Tena experimenta un clima ecuatorial lluvioso (Af), el cual se caracteriza por las temperaturas altas y constantes lluvias durante todo el año. Debido a que las estaciones del año no son sensibles en la zona ecuatorial, tiene exclusivamente dos estaciones con una distribución bimodal del periodo de lluvias, al igual que con la temperatura. Los meses más húmedos corresponden a junio y noviembre, mientras que las temperaturas más altas en los meses de septiembre, octubre y noviembre.
Su temperatura promedio anual es de 22,7 °C; siendo septiembre el mes más cálido, con un promedio de 23,3 °C, mientras julio es el mes más frío, con 21,8 °C en promedio. Es un clima isotérmico por sus constantes precipitaciones durante todo el año (amplitud térmica anual inferior a 2 °C entre el mes más frío y el más cálido), si bien la temperatura real no es extremadamente alta, la humedad hace que la sensación térmica se eleve hacia los 33 °C o más. En cuanto a la precipitación, goza de lluvias abundantes y regulares siempre superiores a 3800 mm por año; hay una diferencia de 307.5 mm de precipitación entre los meses más secos y los más húmedos; marzo (21 días) tiene los días más lluviosos por mes en promedio, mientras la menor cantidad de días lluviosos se mide en septiembre (17 días). 
En cuanto al récord histórico, la temperatura absoluta más alta fue registrada el 19 de septiembre de 2019 al mediodía y corresponde a una temperatura de 39,7 °C, precisamente en el mes que menos humedad relativa en promedio presenta: 89% aunque este no deja de ser un valor bastante alto.  Respecto a esta última variable, su promedio anual es de 91,9% y presenta un comportamiento similar al de horas de sol promedio para cada mes. Las temperaturas mínimas absolutas en promedio no bajan los 18 grados, aunque la mínima registrada fue de 15 °C. Por otro lado, la velocidad del viento es bastante baja, no supera en promedio los 0,48 m/s, y tiene un comportamiento idéntico al del registro de temperaturas máximas: puede estar relacionado el proceso de formación de nubes de tormenta tropical, que genera la inestabilidad atmosférica aportada principalmente por las altas temperaturas (entre otras condiciones). 
| Parámetros climáticos promedio de Tena, Ecuador | Parámetros climáticos promedio de Tena, Ecuador | Parámetros climáticos promedio de Tena, Ecuador | Parámetros climáticos promedio de Tena, Ecuador | Parámetros climáticos promedio de Tena, Ecuador | Parámetros climáticos promedio de Tena, Ecuador | Parámetros climáticos promedio de Tena, Ecuador | Parámetros climáticos promedio de Tena, Ecuador | Parámetros climáticos promedio de Tena, Ecuador | Parámetros climáticos promedio de Tena, Ecuador | Parámetros climáticos promedio de Tena, Ecuador | Parámetros climáticos promedio de Tena, Ecuador | Parámetros climáticos promedio de Tena, Ecuador | Parámetros climáticos promedio de Tena, Ecuador |
| Mes                                             | Ene.                                            | Feb.                                            | Mar.                                            | Abr.                                            | May.                                            | Jun.                                            | Jul.                                            | Ago.                                            | Sep.                                            | Oct.                                            | Nov.                                            | Dic.                                            | Anual                                           |
| ----------------------------------------------- | ----------------------------------------------- | ----------------------------------------------- | ----------------------------------------------- | ----------------------------------------------- | ----------------------------------------------- | ----------------------------------------------- | ----------------------------------------------- | ----------------------------------------------- | ----------------------------------------------- | ----------------------------------------------- | ----------------------------------------------- | ----------------------------------------------- | ----------------------------------------------- |
| Temp. máx. abs. (°C)                            | 32.5                                            | 32.7                                            | 33.3                                            | 33.3                                            | 32.6                                            | 32.6                                            | 32.5                                            | 37.4                                            | 39.7                                            | 34.0                                            | 33.4                                            | 32.6                                            | 39.7                                            |
| Temp. máx. media (°C)                           | 25.4                                            | 25.7                                            | 25.5                                            | 25.4                                            | 24.8                                            | 24.1                                            | 24.0                                            | 25.1                                            | 26.0                                            | 25.9                                            | 25.5                                            | 25.4                                            | 25.2                                            |
| Temp. media (°C)                                | 22.5                                            | 23.0                                            | 22.7                                            | 22.8                                            | 22.7                                            | 22.1                                            | 21.8                                            | 22.4                                            | 23.3                                            | 23.0                                            | 23.3                                            | 22.9                                            | 22.7                                            |
| Temp. mín. media (°C)                           | 18.3                                            | 18.4                                            | 18.5                                            | 18.6                                            | 18.4                                            | 17.6                                            | 17.1                                            | 16.9                                            | 17.3                                            | 18.1                                            | 18.3                                            | 18.3                                            | 18                                              |
| Temp. mín. abs. (°C)                            | 17.5                                            | 17.6                                            | 16.9                                            | 17.1                                            | 16.8                                            | 16.2                                            | 15.9                                            | 15.9                                            | 15.5                                            | 15.0                                            | 16.8                                            | 16.6                                            | 15                                              |
| Precipitación total (mm)                        | 258.1                                           | 191.3                                           | 352.6                                           | 354.8                                           | 391.5                                           | 492.5                                           | 380.3                                           | 196.3                                           | 154.2                                           | 254.8                                           | 457.3                                           | 248.5                                           | 3732.2                                          |
| Días de precipitaciones (≥ 1.0 mm)              | 18                                              | 17                                              | 21                                              | 20                                              | 20                                              | 20                                              | 20                                              | 17                                              | 17                                              | 19                                              | 20                                              | 20                                              | 229                                             |
| Horas de sol                                    | 251.1                                           | 226.8                                           | 244.9                                           | 234                                             | 223.2                                           | 210                                             | 226.3                                           | 266.6                                           | 267                                             | 263.5                                           | 234                                             | 235.6                                           | 2883                                            |
| Humedad relativa (%)                            | 92.7                                            | 92.5                                            | 93.1                                            | 92.5                                            | 93.1                                            | 93.3                                            | 91.9                                            | 90.2                                            | 89                                              | 90.7                                            | 91.8                                            | 92.3                                            | 91.9                                            |
| Fuente: Climate-data.org                        |                                                 |                                                 |                                                 |                                                 |                                                 |                                                 |                                                 |                                                 |                                                 |                                                 |                                                 |                                                 |                                                 |

## Política
Territorialmente, la ciudad de Tena está organizada en una sola parroquia urbana, mientras que existen 7 parroquias rurales con las que complementa el aérea total del Cantón Tena. El término "parroquia" es usado en el Ecuador para referirse a territorios dentro de la división administrativa municipal.
La ciudad y el cantón Tena, al igual que las demás localidades ecuatorianas, se rige por una municipalidad según lo previsto en la Constitución de la República. El Gobierno Autónomo Descentralizado Municipal de Tena, es una entidad de gobierno seccional que administra el cantón de forma autónoma al gobierno central. La municipalidad está organizada por la separación de poderes de carácter ejecutivo representado por el alcalde, y otro de carácter legislativo conformado por los miembros del concejo cantonal.
La ciudad de Tena es la capital de la provincia de Napo, por lo cual es sede de la Gobernación y de la Prefectura de la provincia. La Gobernación está dirigida por un ciudadano con título de Gobernador de Napo y es elegido por designación del propio Presidente de la República como representante del poder ejecutivo del estado. La Prefectura, algunas veces denominada como Gobierno Provincial, está dirigida por un ciudadano con título de Prefecto Provincial de Napo y es elegido por sufragio directo en fórmula única junto al candidato viceprefecto. Las funciones del Gobernador son en su mayoría de carácter representativo del Presidente de la República, mientras que las funciones del Prefecto están orientadas al mantenimiento y creación de infraestructura vial, turística, educativa, entre otras.
La Municipalidad de Tena, se rige principalmente sobre la base de lo estipulado en los artículos 253 y 264 de la Constitución Política de la República y en la Ley de Régimen Municipal en sus artículos 1 y 16, que establece la autonomía funcional, económica y administrativa de la Entidad.

### Alcaldía
El poder ejecutivo de la ciudad es desempeñado por un ciudadano con título de Alcalde del Cantón Tena, el cual es elegido por sufragio directo en una sola vuelta electoral, sin fórmulas o binomios en las elecciones municipales. El vicealcalde no es elegido de la misma manera, ya que una vez instalado el Concejo Cantonal se elegirá entre los ediles un encargado para aquel cargo. El alcalde y el vicealcalde duran cuatro años en sus funciones, y en el caso del alcalde, tiene la opción de reelección inmediata o sucesiva. El alcalde es el máximo representante de la municipalidad y tiene voto dirimente en el concejo cantonal, mientras que el vicealcalde realiza las funciones del alcalde de modo suplente mientras no pueda ejercer sus funciones el alcalde titular.
El alcalde cuenta con su propio gabinete de administración municipal mediante múltiples direcciones de nivel de asesoría, de apoyo y operativo. Los encargados de aquellas direcciones municipales son designados por el propio alcalde. Actualmente, el alcalde de Tena es Jimmy Reyes, elegido para el periodo 2023 - 2027.

### Concejo cantonal
El poder legislativo de la ciudad es ejercido por el Concejo Cantonal de Tena el cual es un pequeño parlamento unicameral que se constituye al igual que en los demás cantones mediante la disposición del artículo 253 de la Constitución Política Nacional. De acuerdo a lo establecido en la ley, la cantidad de miembros del concejo representa proporcionalmente a la población del cantón.
Tena posee 7 concejales, los cuales son elegidos mediante sufragio (Sistema D'Hondt) y duran en sus funciones cuatro años pudiendo ser reelegidos indefinidamente. De los siete ediles, 5 representan a la población urbana mientras que 2 representan a las 7 parroquias rurales. El alcalde y el vicealcalde presiden el concejo en sus sesiones. Al recién instalarse el concejo cantonal por primera vez los miembros eligen de entre ellos un designado para el cargo de vicealcalde de la ciudad.

## Turismo

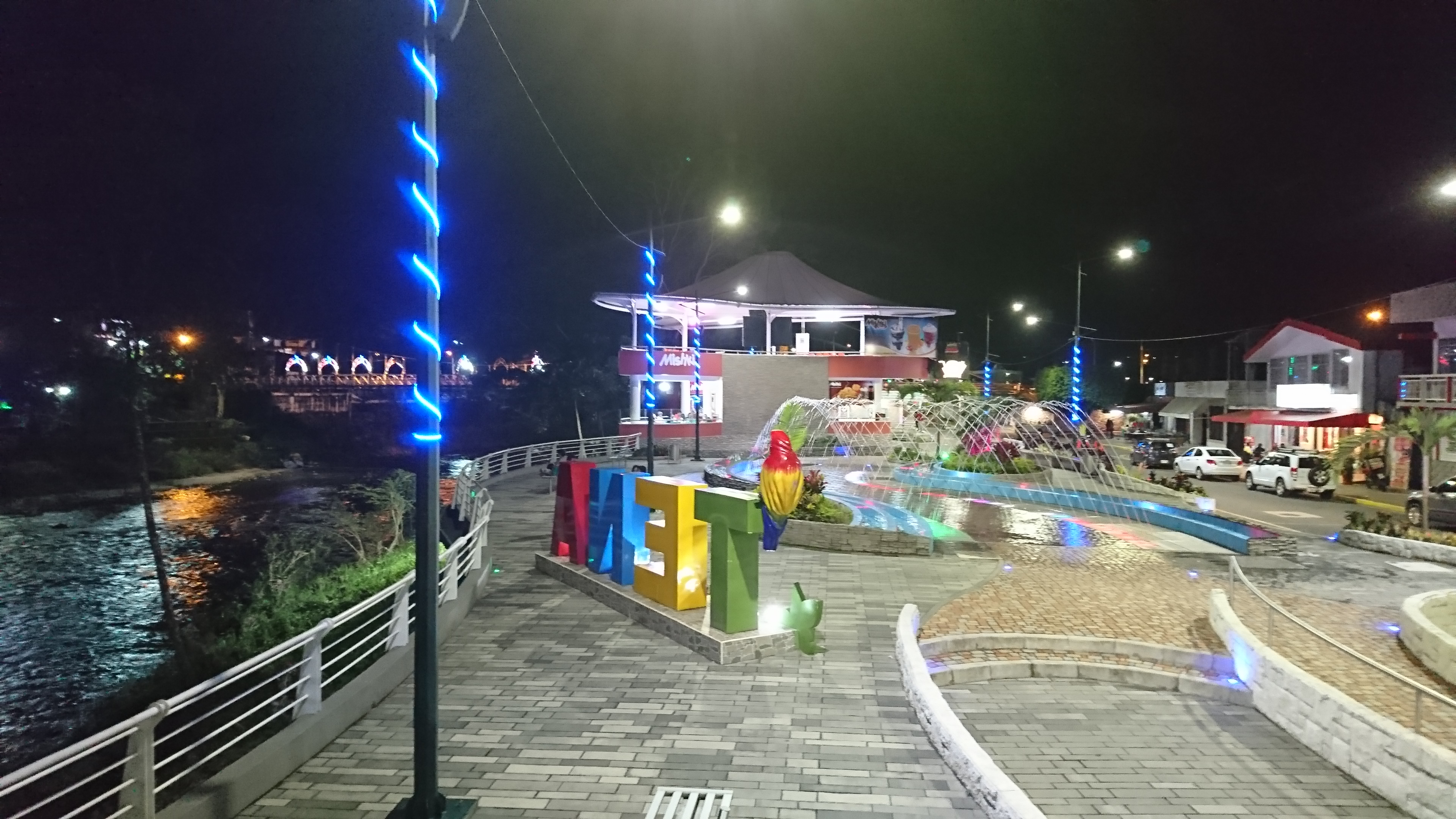
Malecón de la ciudad de Tena por la noche

El turismo es una de las industrias más vitales de Tena y, en los últimos años, está en constante cambio. La ciudad se encuentra con una creciente reputación como destino turístico por su ubicación en plena selva amazónica, una de las siete maravillas naturales del mundo. A través de los años, Tena ha incrementado su oferta turística; actualmente, el índice turístico creció gracias a la campaña turística emprendida por el gobierno nacional, "All you need is Ecuador". El turismo de la ciudad se enfoca en su belleza natural, interculturalidad, gastronomía, y deportes de aventura. En cuanto al turismo ecológico, la urbe cuenta con espaciosas áreas verdes, y la mayoría de los bosques y atractivos cercanos están bajo su jurisdicción.
El turismo de la ciudad se relaciona íntimamente con el resto del cantón; el principal atractivo del cantón es la naturaleza, dotada de una alta biodiversidad. En la zona se puede visitar las diferentes cascadas, probar el agua de guayusa, hay variedades de artesanías hechas en balsa y de tagua hechas en otros lugares y revendidas en esta localidad. A través de los años ha continuado con su tradición comercial, y actualmente en un proceso fundamentalmente económico, apuesta al turismo, reflejándose en los cambios en el ornato de la ciudad. Los destinos turísticos más destacados son:
- El Parque Amazónico "La Isla": centro de interpretación ambiental donde se difunde el valor del bosque del Tena amazónico y la conservación de los recursos naturales a través de educación ambiental. El parque se constituye en un muestrario del ecosistema amazónico, en donde la flora nativa se observa en todo su esplendor. El 15 de noviembre de 1995 el parque amazónico abrió sus puertas al público. Se encuentra en la confluencia de los ríos Pano y Tena. Se accede a él a través de un puente colgante ubicado en el extremo sur de la avenida Francisco de Orellana, en el barrio Bellavista. Cuenta con 24 hectáreas.

- Puerto Misahuallí: Es un balneario de río con arena blanca y blanda. La playa está decorada por decenas de árboles que son el hábitat de Peco el mono y sus descendientes. Si Peco encuentra a una persona en el parque se acerca para hacerse presente. Ellos están acostumbrados a los turistas y no siente ningún temor para tomar lo que necesite de casas y tiendas; son uno de los atractivos del pueblo. Carnaval de Misahuallí: Puerto Misahualli por más de 17 años viene realizando el Carnaval Playero en su hermosa playa de agua dulce, este festival se lo realiza con artistas locales, nacionales e internacionales, este festival se lo realiza el domingo de carnaval.

- La Catedral de Tena: Es de tres naves y de estilo moderno donde predomina la línea parabólica, con arcos esbeltos y elegantes. Sobre el Altar se destaca un crucifijo traído de Roma. Sobre su torre se colocaron cuatro grandes campanas fundidas en Bérgamo, Italia, donación de los amigos del misionero de Fue levantada en un lote de terreno donado por el Municipio del cantón Tena, durante la presidencia del señor Isidoro Espinoza. Se encuentra ubicada en el centro de la ciudad, en la intersección de las calles Juan Montalvo y Juan León Mera. Mide 48 metros de largo, 18 metros de ancho y 12 metros de altura. Fue consagrada por Monseñor Maximiliano Spiller, el 29 de junio de 1961 e inaugurada por Monseñor Alfredo Bruñera, el 1 de julio del mismo año. Para acabar la obra, se construyó un local amplio para las instituciones parroquiales y el despacho del cura, con el fin de dar a la población, diversiones, películas instructivas y recreativas además se construyó también el teatro parroquial, donde se pueden exhibir películas de 35 mm. El Papa Juan XXIII obsequió un juego completo de ornamentos sagrados muy preciosos; y el Prefecto de Propaganda, Pedro Gregorio XV Cardenal Agagianian, regaló un cáliz de plata dorado. El decorado del altar se debe al gusto artístico del Padre César Bertolglio. A él mismo corresponde también la pintura de la estatua de San José, Patrono de la Catedral.

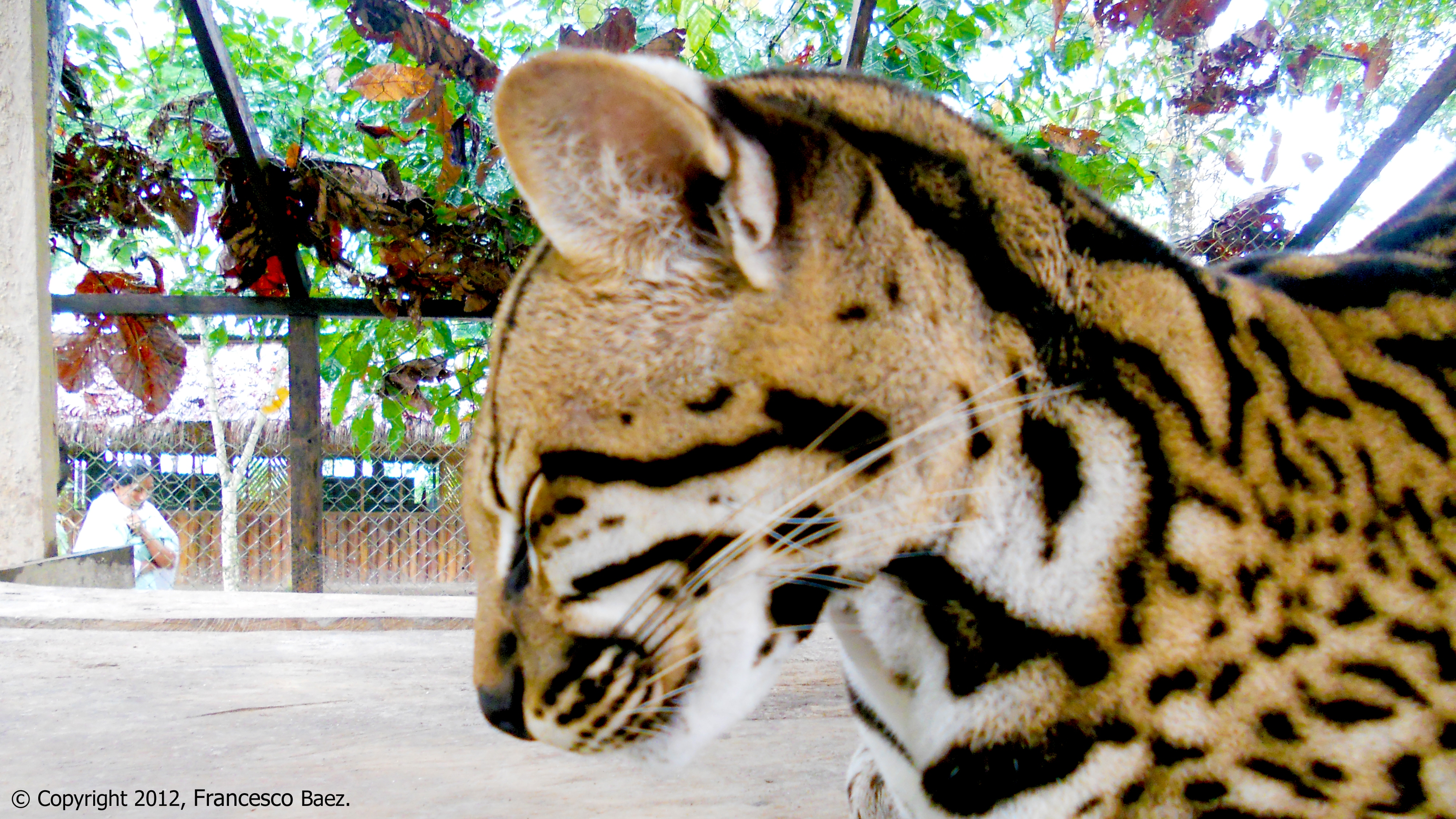
Tigrillo en el parque amazónico

- Monumento a Jumandy: El monumento a Jumandy se encuentra ubicado en la avenida Jumandy en salida norte de la ciudad. El quería devolver la tierra a sus legítimos dueños forzando, mediante las armas, la desocupación del territorio por parte de los españoles, no solamente de este territorio sino de la misma Real Audiencia de Quito. En el año 1578, después de haber soportado la tiranía española, el obligado adoctrinamiento y los tratos inhumanos, los quijos al mando de Jumandy, quemaron Archidona y Ávila. Y aunque Jumandy murió sacrificado por la crueldad de los colonialistas, su acción instó a la independencia de América
- Laguna Azul: Ubicado aproximadamente a 45 minutos de la ciudad del Tena , en la parroquia rural del Talag de la provincia del Napo, El paraíso escondido a quien sus pobladores le pusieron su nombre de "Laguna Azul" por sus cristalinas aguas y su color muy particular de color azul.[23]

### Artesanía
La población indígena de Tena se dedica a la elaboración de adornos en mazapán, y la confección de artículos en cuero y pieles de animales. Prendas de vestir para las ceremonias y desfiles.
Elaboran las típicas shigras que son muy peculiares y los llevan como bolsos tanto hombres como mujeres. Hacen collares, pulseras con mullos y semillas autóctonas de la región.

### Flora y fauna
La ciudad está llena de ríos, siendo uno de sus principales atractivos. Los ríos forman varias lagunas de interés botánico y zoológico como: Añangucocha y Limoncocha, las cuales son hábitat de caimanes, arañas y gran variedad de insectos, así como también de orquídeas, mariposas, tucanes, loros, papagayos, etc que se pueden encontrar en la selva amazónica. 
Además se encuentra localizado el "Parque Amazónico la Isla", baluarte de la ciudad.

## Transporte

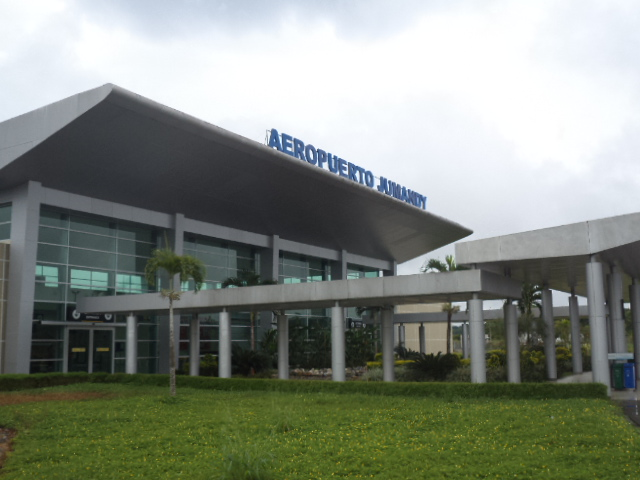
Aeropuerto Internacional Jumandy, en la parroquia Ahuano

### Aéreo
La ciudad y la provincia usan el Aeropuerto Jumandy. Fue inaugurado en 2011 por el presidente Rafael Correa, provocando el cierre del antiguo Aeropuerto de Tena. Se encuentra a 35 km al oriente de la ciudad en la parroquia rural de Ahuano. Anteriormente ofrecía vuelos regulares, a cargo de la empresa TAME, a Macas, y Quito, pero en la actualidad, está fuera de servicio desde enero de 2016.
Previamente, el Aeropuerto Mayor Galo de la Torre servía a la ciudad antes de su cierre en 2001.

### Terrestre
El camino de Quito a Tena está completamente pavimentado. Hay servicio regular de autobuses a Tena a través de Baeza, pero se debe reservar con anticipación ya que los autobuses se llenan rápido, sobre todo los viernes y domingos.  Además existe otra vía de acceso desde la ciudad de Ambato completamente pavimentada. Que incluye el trayecto Ambato - Baños - Puyo - Arosemena Tola - Tena; El recorrido es de aproximadamente 3 hora con 30 minutos.
Los taxis de camioneta son abundantes en la ciudad. Es una buena idea de negociar el precio antes de subirse por los taxistas en Tena, como en todas partes de América del Sur, a menudo se sobrecarga. La nueva ley establece que sólo cuatro personas pueden viajar en la parte trasera del camión, a la intemperie, pero los conductores individuales pueden romper las reglas si hay muchos de, sobre todo si algunos son niños pequeños. El precio estándar es de 1,25 USD. Viajes más lejos cuestan más, por ejemplo, un taxi hasta Misahualli costará aproximadamente 10 dólares americanos. El servicio de autobuses local es recomendable a menos que son un grupo grande.
El transporte público es el principal medio transporte de los habitantes de la urbe, tiene un servicio de bus público urbano en expansión, y es una de las pocas ciudades amazónicas que cuenta con uno.  El sistema de bus no es amplio y está conformado por varias empresas de transporte, tales como Guacamayo, Río Pano, entre otros.  La tarifa del sistema de bus es firme (0,30 USD). Además existen los buses interparroquiales e intercantonales.
Gran parte de las calles de la ciudad están asfaltadas o adoquinadas, aunque algunas están desgastadas y el resto de calles son lastradas, principalmente en los barrios nuevos que se expanden al sur de la urbe.

#### Avenidas importantes

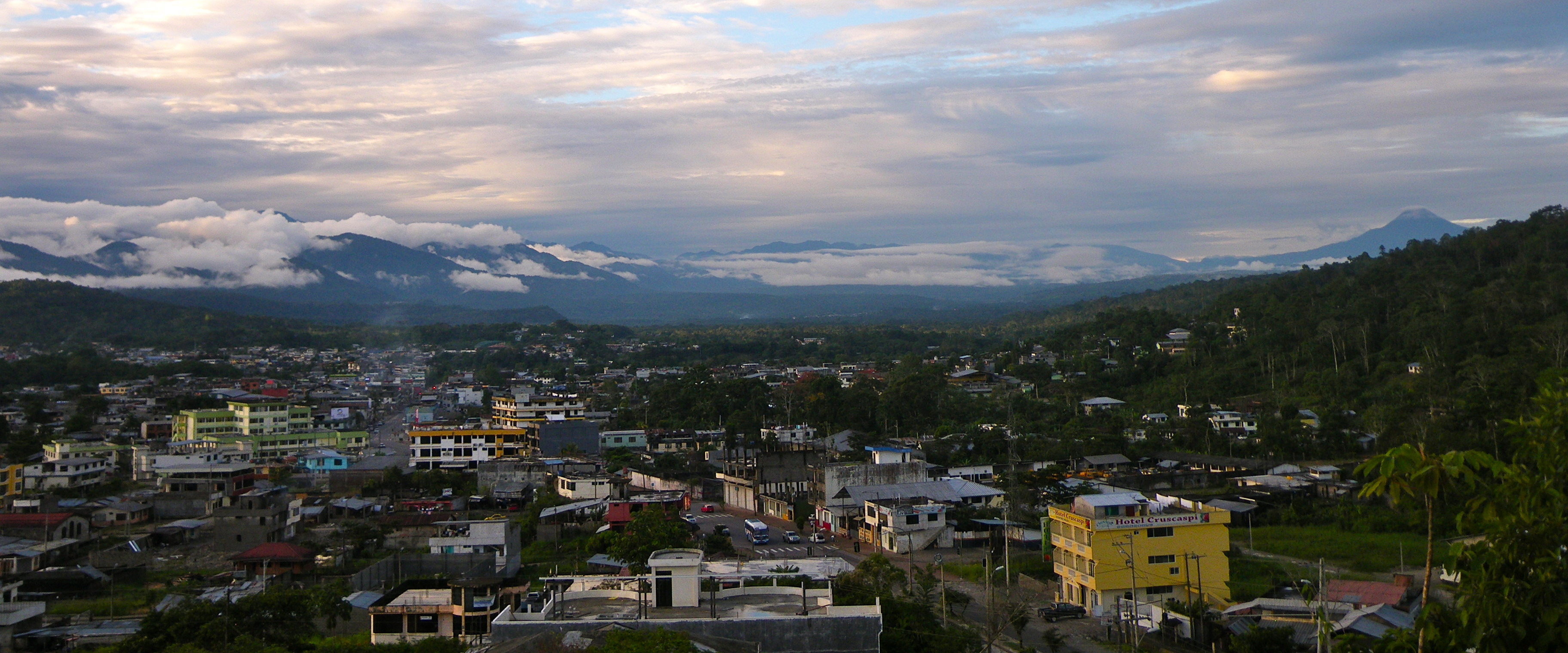
Vista del sur de Tena

- 15 de noviembre
- Perimetral
- Pano
- Jumandy
- Muyuna
- Del Chofer
- Simón Bolívar

El Terminal Terrestre de Tena es el principal punto de conexión terrestre de la ciudad de Tena, capital de la provincia de Napo, en la región amazónica de Ecuador. Este terminal facilita el transporte hacia diversas localidades de la Amazonía y la Sierra ecuatoriana, incluyendo destinos como Quito, Ambato, Puyo y Baños de Agua Santa. Diseñado para satisfacer las necesidades de los viajeros, el terminal cuenta con boleterías, áreas de espera, locales comerciales y servicios higiénicos. Además de su función como centro de transporte, el Terminal Terrestre de Tena es una puerta de acceso para turistas que visitan la región, conocida por sus ríos, cascadas, reservas naturales y comunidades indígenas, promoviendo así el turismo y el desarrollo sostenible en el área.

## Educación

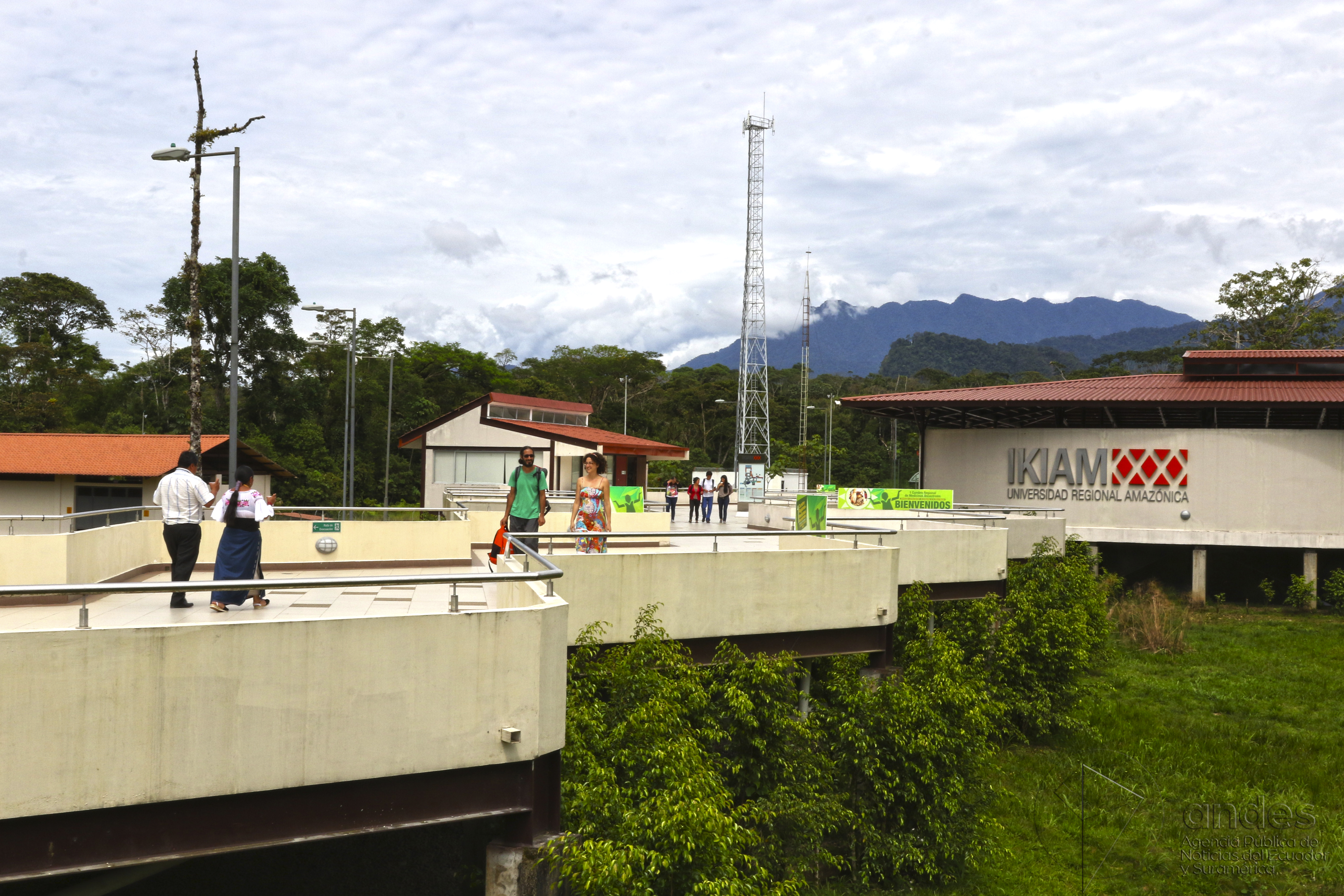
Universidad Regional Amazónica IKIAM.

La ciudad cuenta con buena infraestructura para la educación, tanto pública como privada. La educación pública en la ciudad, al igual que en el resto del país, es gratuita hasta la universidad (tercer nivel) de acuerdo a lo estipulado en el artículo 348 y ratificado en los artículos 356 y 357 de la Constitución Nacional. Varios de los centros educativos de la ciudad cuentan con un gran prestigio. La ciudad está dentro del régimen Sierra por lo que sus clases inician los primeros días de septiembre y luego de 200 días de clases se terminan en el mes de julio.
En la ciudad de Tena se asientan pocas universidades y un instituto superior, destacándose la nueva Universidad Regional Amazónica Ikiam, propia de la urbe, que en lengua shuar significa "selva" es una universidad de investigación y formación de profesionales especializados en Ciencias de la Vida, Ciencias de la Tierra y Ciencia de los Asentamientos Humanos. El resto de universidades, solo oferta estudios en modalidad a distancia, como la Universidad Técnica Particular de Loja.
|  | Siglas | Universidad                            |                                                          | Ciudad matriz |
|  | ------ | -------------------------------------- | -------------------------------------------------------- | ------------- |
|  | IKIAM  | Universidad Regional Amazónica Ikiam   | [[Archivo:\|20x20px\|border\|Bandera de Tena]]           | Tena          |
|  | UTPL   | Universidad Técnica Particular de Loja | [[Archivo:\|20x20px\|border\|Bandera de Loja (Ecuador)]] | Loja          |
|  | UTI    | Universidad Tecnológica Indoamérica    | Bandera de Ambato                                        | Ambato        |
|  | ISTT   | Instituto Superior Tecnológico Tena    | [[Archivo:\|20x20px\|border\|Bandera de Tena]]           | Tena          |

## Economía
Tena es una ciudad de amplia actividad comercial. La ciudad es el mayor centro económico y comercial de la provincia de Napo y uno de los principales de la región amazónica. Alberga grandes organismos financieros y comerciales del país. Su economía se basa en el comercio, el turismo y la agricultura. Las mayores industrias extracción de la ciudad están conformadas por la maderera y agrícola (piscicultura, avicultura, etc.) Los principales ingresos de los tenenses son el comercio formal e informal, los negocios, la agricultura y la acuicultura; el comercio de la gran mayoría de la población consta de pymes y microempresas, sumándose de forma importante la economía informal que da ocupación a miles de personas.
El 32% de la población económicamente activa se dedica a las actividades agrícolas y pecuarias. La prestación de servicios en calidad de funcionarios, empleados públicos, de la pequeña industria y manufactura siguen en importancia. En la ciudad de Tena se concentra la administración pública provincial, en la cual existe buena actividad económica que se concentra en la instalación de diferentes tipos de comercio como tiendas, almacenes, restaurantes, hoteles, cooperativas de taxis, camionetas, farmacias, etc.

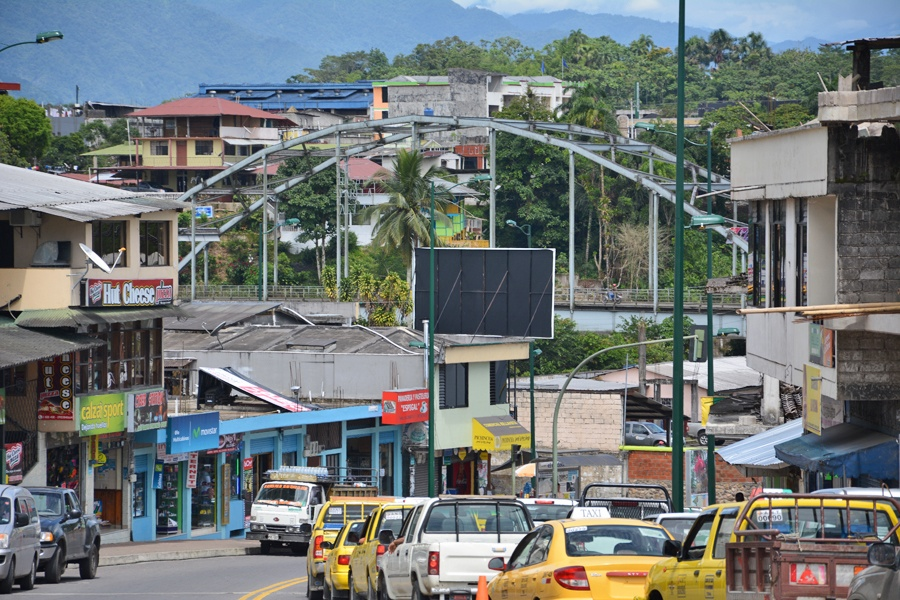
Avenida 15 de noviembre, barrio Bellavista

La actividad comercial y los beneficios que brindan se ven también a nivel corporativo, las oportunidades del sector privado al desarrollar modelos de negocios que generen valor económico, ambiental y social, están reflejadas en el desarrollo de nuevas estructura, la inversión privada ha formado parte en el proceso del crecimiento de la ciudad, los proyectos inmobiliarios, urbanizaciones privadas, y oficinas, han ido en aumento, convirtiendo a la ciudad en un punto estratégico y atractivo para hacer negocios en la amazonía.

## Medios de comunicación
La ciudad posee una red de comunicación en continuo desarrollo y modernización. En la ciudad se dispone de varios medios de comunicación como prensa escrita, radio, televisión, telefonía, Internet y mensajería postal. En algunas comunidades rurales existen telefonía e Internet satelitales.
- Telefonía: Si bien la telefonía fija se mantiene aún con un crecimiento periódico, esta ha sido desplazada muy notablemente por la telefonía celular, tanto por la enorme cobertura que ofrece y la fácil accesibilidad. Existen 3 operadoras de telefonía fija, CNT (pública), TVCABLE y Claro (privadas) y cuatro operadoras de telefonía celular, Movistar, Claro y Tuenti (privadas) y CNT (pública).

- Radio: En la localidad existe una gran cantidad de sistemas radiales de transmisión nacional y local, e incluso de provincias y cantones vecinos.

- Medios televisivos: La mayoría de canales son nacionales, aunque se ha incluido canales locales recientemente. El apagón analógico se estableció para el 31 de diciembre de 2023.[26]

## Deporte
La Federación Deportiva de Napo es el organismo rector del deporte en toda la Provincia de Napo y por ende en Tena se ejerce su autoridad de control. El deporte más popular en la ciudad, al igual que en todo el país, es el fútbol, siendo el deporte con mayor convocatoria. Actualmente existen 3 equipos de futbol tenenses activos en la Asociación de Fútbol No Amateur de Napo, que participan en el Campeonato Provincial de Segunda Categoría de Napo.

### Escenarios deportivos
El principal recinto deportivo para la práctica del fútbol es el Estadio Leonardo Palacios. Es usado mayoritariamente para la práctica del fútbol. Tiene capacidad para 3.000 espectadores. Desempeña un importante papel en el fútbol local, ya que los clubes tenenses como el Aeropuerto, Águilas y Malta Shungo hacen de locales en este escenario deportivo.
Este estadio es sede de distintos eventos deportivos a nivel local, así como es escenario para varios eventos de tipo cultural, especialmente conciertos musicales (que también se realizan en el Coliseo Mayor de Deportes Tnte. Milton Herrera).